# Johannes Oßwalt
Johannes Oßwalt (* 20. April 1867 in Bubenheim (Pfalz); † nach 23. Februar 1935) war ein deutscher Verwaltungsjurist und Bezirksamtmann in mehreren bayerischen Bezirksämtern.

## Leben
Johannes Oßwalt war der Sohn des gleichnamigen Bubenheimer Bürgermeisters, studierte Rechtswissenschaften an der Ludwig-Maximilians-Universität München und legte 1894 das Große juristische Staatsexamen mit der Note II ab. Juli/August 1899 wurde er zum Assessor beim Bezirksamt Neunburg vorm Wald ernannt. 1902 wechselte er in gleicher Funktion zum Bezirksamt Speyer. Am 1. Februar 1911 wurde er als Bezirksamtmann Leiter des Bezirksamtes Donauwörth. In diesem Amt blieb er bis zu seinem Wechsel als Bezirksamtsvorstand zum Bezirksamt Bergzabern zum 1. Oktober 1917, wo er 1919 zum Regierungsrat und 1920 zum Oberregierungsrat ernannt wurde. Zum 1. Dezember 1920 wechselte er zum Bezirksamt Hammelburg, dessen Leiter er bis zu seiner Pensionierung zum 1. Juli 1932 war.